# Pooth Kalan
Pooth Kalan is een census town in het district Noordwest-Delhi van het Indiase unieterritorium Delhi.

## Demografie
Volgens de Indiase volkstelling van 2001 wonen er 50.587 mensen in Pooth Kalan, waarvan 55% mannelijk en 45% vrouwelijk is. De plaats heeft een alfabetiseringsgraad van 64%.